# Oostelijke langstaarttok
De oostelijke langstaarttok (Horizocerus cassini  synoniem: Horizocerus albocristatus cassini) is een neushoornvogel die voorkomt in West- en Midden-Afrika.

## Taxonomie
De vogel werd in 1903 door de Duitse vogelkundige Otto Finsch (die toen in Nederland werkte) beschreven in "Notes from de Leyden Museum" (in een mengelmoes van Duits en Engels) en vernoemd naar de Amerikaanse ornitholoog John Cassin. Later werd dit taxon als ondersoort beschouwd van de westelijke langstaarttok.

## Beschrijving
De oostelijke langstaarttok is 70 tot 80 cm lang (staart: 43 cm ). De vogel lijkt op de westelijke soort, het is een groot lijkende zwart witte neushoornvogel met een zeer lange staart. Op de kop zitten witte veren die een fraaie, grote kuif vormen. De kuif van de westelijke soort is iets groter. De staartveren hebben witte uiteinden zodat er witte vlekken op de staart te zien zijn. De grote vleugeldekveren hebben ook witte uiteinden waardoor een witte band ontstaan over de vleugel.

## Verspreiding en leefgebied
De oostelijke langstaarttok komt voor in Nigeria tot in het noorden van Angola en het westen van Oeganda. De leefgebieden zijn dichte bosgebieden en oud secundair bos.

## Status
De grootte van de wereldpopulatie is niet gekwantificeerd. Plaatselijk komt de vogel nog algemeen voor. De soort gaat echter in aantal achteruit, maar het tempo ligt onder de 30% in tien jaar (minder dan 3,5% per jaar).  Om deze redenen staat de oostelijke langstaarttok als niet bedreigd op de Rode Lijst van de IUCN.